# Gouvernement al-Mahra
al-Mahra (arabisch المهرة, DMG al-Mahra) ist eines der 22 Gouvernements des Jemen. Es liegt im Südosten des Landes. Hauptstadt ist al-Ghaida.
al-Mahra hat eine Fläche von 82.405 km² und ca. 128.000 Einwohner (Stand: 2017). Das ergibt eine Bevölkerungsdichte von 2 Einwohnern pro km².

## Verwaltungsgliederung
Das Gouvernement al-Mahra gliedert sich in neun Distrikte:

- al-Ghaida
- Al Masilah
- Hat
- Hawf
- Huswain
- Man'ar
- Qishn
- Sayhut
- Shahan